# Lüttich–Bastogne–Lüttich 1991
Lüttich-Bastogne-Lüttich 1991 war die 77. Austragung von Lüttich–Bastogne–Lüttich, eines eintägigen Straßenradrennens. Es wurde am 21. April 1991 über eine Distanz von 267 km ausgetragen. Es war das vierte Rennen im Rad-Weltcup 1991.
Das Rennen wurde von Moreno Argentin vor Claude Criquielion und Rolf Sørensen gewonnen.

## Teilnehmende Mannschaften
| Ariostea Lotto Banesto Panasonic-Sportlife PDM-Concorde-Ultima | ONCE Tonton Tapis-GB Buckler Toshiba S.E.F.B.-Saxon-Gan | Weinmann-EVS Motorola Gatorade-Chateau d’Ax Histor-Sigma Helvetia-La Suisse | R.M.O. Z Castorama-Raleigh Carrera Jeans-Vagabond TVM-Sanyo | Del Tongo-MG Maglificio Collstrop-Isoglass CLAS-Cajastur Tulip Computers La William-Saltos |

## Ergebnis
| Rang | Fahrer              | Team                | Zeit         |
| ---- | ------------------- | ------------------- | ------------ |
| 1    | Moreno Argentin     | Ariostea            | 7h 15' 00"   |
| 2    | Claude Criquielion  | Lotto               | gleiche Zeit |
| 3    | Rolf Sørensen       | Ariostea            | gleiche Zeit |
| 4    | Miguel Induráin     | Banesto             | gleiche Zeit |
| 5    | Eric Van Lancker    | Panasonic-Sportlife | + 10"        |
| 6    | Raúl Alcalá         | PDM-Concorde        | gleiche Zeit |
| 7    | Marino Lejarreta    | Once                | gleiche Zeit |
| 8    | Stephen Roche       | Tonton Tapis-GB     | gleiche Zeit |
| 9    | Edwig Van Hooydonck | Buckler             | +2' 30"      |
| 10   | Dirk De Wolf        | Tonton Tapis-GB     | +2' 36"      |